# Konstantin Borisov
Konstantin Sergejevič Borisov (rusky Константин Сергеевич Борисов; * 14. srpna 1984) je ruský ekonom, manažer a civilní kosmonaut, 604. člověk ve vesmíru. Půlrok od srpna 2023 do března 2024 strávil při svém prvním kosmickém letu na Mezinárodní vesmírné stanici (ISS).

## Mládí a vzdělání
Narodil se v městě Smolensk, metropoli Smolenské oblasti v Ruské sovětské federativní socialistické republice, součásti Sovětského svazu. 
V roce 2001 dokončil střední školu s prohloubeným studiem anglického jazyka ve městě Žukovskij v Moskevské oblasti. V roce 2003 studoval 4 měsíce na švédské Göteborské univerzitě v rámci mezinárodního programu Erasmus. Bakalářský titul z ekonomie na Ruské ekonomické univerzitě G. V. Plechanova v Moskvě získal s vyznamenáním v červnu 2005. Od září 2006 do prosince 2007 studoval na University of Warwick v Coventry ve Velké Británii, kde získal titul Master of Science v oboru „Operační výzkum a systémová analýza".
Později se do akademického světa vrátil při práci a v červnu 2018 ukončil studium na Moskevském leteckém institutu v magisterském programu „Navrhování systémů podpory života letadel".

## Pracovní kariéra
Od roku 2005 do roku 2006 pracoval jako asistent obchodního kontrolora ve společnosti Volvo Vostok CJSC v městě Chimki v Moskevské oblasti.
Od návratu ze studia ve Velké Británii v prosinci 2007 do července 2011 pracoval jako analytik v moskevském zastoupení poradenské společnosti A. T. Kearney a poté do března 2013 jako konzultant v moskevské kanceláři Boston Consulting Group. V lednu 2014 se stal vedoucím zavádění inovací ve společnosti Ferronordic Machines (znovu v městě Chimki).

## Kosmonaut
Přihlásil se do výběru kandidátů na kosmonauty vyhlášeného v březnu 2017. Po úspěšném splnění všech podmínek a kritérií byl 10. srpna 2018 rozhodnutím příslušné komise doporučen do funkce kandidáta na zkušebního kosmonauta a jmenován do ní byl 26. září 2018. Od října 2018 do listopadu 2020 prošel všeobecným kosmickým výcvikem ve Středisku přípravy kosmonautů J. A. Gagarina ve Hvězdném městečku u Moskvy a po složení všech zkoušek získal 2. prosince 2020 kvalifikaci zkušebního kosmonauta a 11. ledna 2021 byl do této funkce jmenován.
V červenci 2022 byl jmenován jako do záložní posádky mise SpaceX Crew-6 jako náhradník kosmonauta Andreje Feďajeva, což fakticky současně znamenalo zapojení do přípravy následující mise SpaceX Crew-7 pro funkci letového specialisty. NASA jeho zařazení do posádky Crew-7 oficiálně schválila v červnu 2023.

### 1. kosmický let
Start mise SpaceX Crew-7 se po několika odkladech uskutečnil 26. srpna 2023, připojení k ISS o den později. Posádka, kterou kromě Borisova tvořili velitelka Jasmin Moghbeliová, pilot Andreas Mogensen a letový specialista Satoši Furukawa, na ISS strávila přes půl roku jako součást Expedice 70 a od stanice odletěla 11. března 2024 a o den později přistála u břehů Floridy po 199 dnech, 2 hodinách a 20 minutách letu.

## Soukromý život
Borisov je ženatý s Annou Šarapovovou. Jeho otec Sergej Georgijevič Borisov (* 1958–2021) byl zkušebním pilotem letecké projekční a testovací kanceláře Tupolev.
V dětství hrál tenis při sportovní škole mládeže v Žukovském a byl několikanásobným vítězem městských a regionálních soutěží v mládežnických kategoriích.
V roce 2004 začal sbírat dovednosti a zkušenosti s pilotováním letadel v leteckých klubech na letištích Ostafjevo a Mjačkovo). Od roku 2005 se dlouhodobě věnuje také přístrojovému potápění a postupně se stal i mezinárodním instruktorem a mezinárodním rozhodčím freedivingu. Absolvoval také několik kurzů první pomoci v případě nouze a resuscitace.